# Commercial Union Assurance Grand Prix 1972
El Commercial Union Assurance Grand Prix 1972 és el circuit de tennis professional masculí de l'any 1972 organitzat per l'International Lawn Tennis Federation (ILTF). Fou la tercera edició del circuit de tennis Grand Prix i consistia amb els torneigs de tennis reconeguts per la ILTF. Els torneigs es disputaren entre el 14 de febrer i el 26 de desembre de 1972.
Aquest circuit va entrar en competició amb els circuits World Championship Tennis 1972 i USLTA Indoor Circuit 1972. En la trobada anual de la ILTF celebrada al juliol de 1971 es va decidir que tots els tennistes professionals de la WCT serien expulsats a partir de la temporada 1972. D'aquesta forma, diversos tennistes molt importants no van tenir accés a competir en aquest circuit inicialment. L'abril del 1972 es va arribar a un acord entre les organitzacions ILTF i WCT a dividir en calendari en dos circuits, WCT de gener a abril i Grand Prix la resta de l'any.

## Calendari
Taula sobre el calendari complet dels torneigs que pertanyen a la temporada 1972 del Grand Prix. També s'inclouen els vencedors dels quadres individuals i dobles de cada torneig.
| Llegenda                 |
| ------------------------ |
| Grup AA (Grand Slam)     |
| Grand Prix Masters       |
| Grup A                   |
| Grup B                   |
| Grup C                   |
| Esdeveniments per equips |

| Data d'inici   | Torneig         | Superfície                     | Guanyador/s                             | Finalista/es                                |
| -------------- | --------------- | ------------------------------ | --------------------------------------- | ------------------------------------------- |
| 14 de febrer   | Los Angeles     |                                | Andreu Gimeno                           | Pierre Barthes                              |
| 14 de febrer   | Los Angeles     | Jim Osborne / Jim McManus      | Ion Țiriac / Ilie Năstase               |                                             |
| 20 de febrer   | Salisbury       | Dura                           | Stan Smith                              | Ilie Năstase                                |
| 20 de febrer   | Salisbury       | Dura                           | Manuel Orantes / Andreu Gimeno          | Juan Gisbert / Vladimír Zedník              |
| 28 de febrer   | Nova York       |                                | Stan Smith                              | Juan Gisbert                                |
| 5 de març      | Hampton         | Dura                           | Stan Smith                              | Ilie Năstase                                |
| 5 de març      | Hampton         | Dura                           | Ion Țiriac / Ilie Năstase               | Andreu Gimeno / Manuel Orantes              |
| 12 de març     | Washington D.C. | Moqueta                        | Stan Smith                              | Jimmy Connors                               |
| 12 de març     | Washington D.C. | Moqueta                        | Cliff Richey / Tom Edlefsen             | Clark Graebner / Thomaz Koch                |
| 27 de març     | Montecarlo      | Terra batuda                   | Ilie Năstase                            | František Pala                              |
| 27 de març     | Montecarlo      | Terra batuda                   | Patrice Beust / Daniel Contet           | Jiří Hřebec / František Pala                |
| 8 d'abril      | Johannesburg    | Dura                           | Cliff Richey                            | Manuel Orantes                              |
| 16 d'abril     | Madrid          | Terra batuda                   | Ilie Năstase                            | František Pala                              |
| 16 d'abril     | Madrid          | Terra batuda                   | Stan Smith / Ilie Năstase               | Andreu Gimeno / Manuel Orantes              |
| 23 d'abril     | Niça            | Terra batuda                   | Ilie Năstase                            | Jan Kodeš                                   |
| 23 d'abril     | Niça            | Terra batuda                   | Stan Smith / Jan Kodeš                  | Frew McMillan / Ilie Năstase                |
| 30 d'abril     | Roma            | Terra batuda                   | Manuel Orantes                          | Jan Kodeš                                   |
| 30 d'abril     | Roma            | Terra batuda                   | Ion Țiriac / Ilie Năstase               | Frew McMillan / Lew Hoad                    |
| 8 de maig      | Bournemouth     | Terra batuda                   | Bob Hewitt                              | Pierre Barthes                              |
| 8 de maig      | Bournemouth     | Terra batuda                   | Frew McMillan / Bob Hewitt              | Ion Țiriac / Ilie Năstase                   |
| 15 de maig     | Brussel·les     | Terra batuda                   | Manuel Orantes                          | Andreu Gimeno                               |
| 15 de maig     | Brussel·les     | Terra batuda                   | Manuel Orantes / Juan Gisbert           | Patricio Cornejo / Jaime Fillol             |
| 22 de maig     | Roland Garros   | Terra batuda                   | Andreu Gimeno                           | Patrick Proisy                              |
| 22 de maig     | Roland Garros   | Terra batuda                   | Frew McMillan / Bob Hewitt              | Patricio Cornejo / Jaime Fillol             |
| 22 de maig     | Roland Garros   | Terra batuda                   | Evonne Goolagong / Kim Warwick          | Françoise Dürr / Jean-Claude Barclay        |
| 5 de juny      | Hamburg         | Terra batuda                   | Manuel Orantes                          | Adriano Panatta                             |
| 5 de juny      | Hamburg         | Terra batuda                   | Ilie Năstase / Jan Kodeš                | Bob Hewitt / Ion Țiriac                     |
| 17 de juny     | Bristol         | Gespa                          | Bob Hewitt                              | Alejandro Olmedo                            |
| 17 de juny     | Bristol         | Gespa                          | Frew McMillan / Bob Hewitt              | Clark Graebner / Lew Hoad                   |
| 26 de juny     | Wimbledon       | Gespa                          | Stan Smith                              | Ilie Năstase                                |
| 26 de juny     | Wimbledon       | Gespa                          | Frew McMillan / Bob Hewitt              | Stan Smith / Erik Van Dillen                |
| 26 de juny     | Wimbledon       | Gespa                          | Rosemary Casals / Ilie Năstase          | Evonne Goolagong / Kim Warwick              |
| 9 de juliol    | Bastad          | Terra batuda                   | Manuel Orantes                          | Ilie Năstase                                |
| 9 de juliol    | Gstaad          | Terra batuda                   | Andreu Gimeno                           | Adriano Panatta                             |
| 16 de juliol   | Kitzbühel       | Terra batuda                   | Colin Dibley                            | Dick Crealy                                 |
| 16 de juliol   | Kitzbühel       | Terra batuda                   | Hans-Jürgen Pohmann / Jürgen Fassbender | Mal Anderson / Geoff Masters                |
| 16 de juliol   | Columbus        | Dura                           | Jimmy Connors                           | Andrew Pattison                             |
| 16 de juliol   | Columbus        | Dura                           | Pancho Gonzales / Jimmy Connors         | Robert McKinley / Dick Stockton             |
| 23 de juliol   | Tanglewood      |                                | Bob Hewitt                              | Andrew Pattison                             |
| 23 de juliol   | Tanglewood      | Andrew Pattison / Bob Hewitt   | Jim McManus / Jim Osborne               |                                             |
| 30 de juliol   | Cincinnati      | Terra batuda                   | Jimmy Connors                           | Guillermo Vilas                             |
| 30 de juliol   | Cincinnati      | Terra batuda                   | Frew McMillan / Bob Hewitt              | Paul Gerken / Humphrey Hose                 |
| 7 d'agost      | Indianapolis    | Terra batuda                   | Bob Hewitt                              | Jimmy Connors                               |
| 7 d'agost      | Indianapolis    | Terra batuda                   | Frew McMillan / Bob Hewitt              | Patricio Cornejo / Jaime Fillol             |
| 14 d'agost     | Toronto         | Terra batuda                   | Ilie Năstase                            | Andrew Pattison                             |
| 14 d'agost     | Toronto         | Terra batuda                   | Ion Țiriac / Ilie Năstase               | Jan Kodeš / Jan Kukal                       |
| 28 d'agost     | US Open         |                                | Ilie Năstase                            | Arthur Ashe                                 |
| 28 d'agost     | US Open         | Cliff Drysdale / Roger Taylor  | Owen Davidson / John Newcombe           |                                             |
| 28 d'agost     | US Open         | Margaret Court / Marty Riessen | Rosemary Casals / Ilie Năstase          |                                             |
| 17 de setembre | Sacramento      |                                | Stan Smith                              | Colin Dibley                                |
| 17 de setembre | Seattle         | Dura                           | Ilie Năstase                            | Tom Gorman                                  |
| 17 de setembre | Seattle         | Dura                           | Geoff Masters / Ross Case               | Jean-Baptiste Chanfreau / Wanaro N'Godrella |
| 25 de setembre | Albany          | Moqueta                        | Jimmy Connors                           | Roscoe Tanner                               |
| 25 de setembre | Albany          | Moqueta                        | Frew McMillan / Bob Hewitt              | Björn Borg / Ove Nils Bengtson              |
| 25 de setembre | Los Angeles     | Dura                           | Stan Smith                              | Roscoe Tanner                               |
| 25 de setembre | Los Angeles     | Dura                           | Pancho Gonzales / Jimmy Connors         | Ismail El Shafei / Brian Fairlie            |
| 23 d'octubre   | Barcelona       | Terra batuda                   | Jan Kodeš                               | Manuel Orantes                              |
| 23 d'octubre   | Barcelona       | Terra batuda                   | Manuel Orantes / Juan Gisbert           | Frew McMillan / Ilie Năstase                |
| 30 d'octubre   | París           | Terra batuda                   | Stan Smith                              | Andreu Gimeno                               |
| 30 d'octubre   | París           | Terra batuda                   | François Jauffret / Pierre Barthes      | Andreu Gimeno / Juan Gisbert                |
| 12 de novembre | Estocolm        | Dura                           | Stan Smith                              | Tom Okker                                   |
| 12 de novembre | Estocolm        | Dura                           | Marty Riessen / Tom Okker               | Colin Dibley / Roy Emerson                  |
| 18 de novembre | Nottingham      | Moqueta                        | Ilie Năstase                            | Tom Gorman                                  |
| 28 de novembre | Barcelona       | Moqueta                        | Ilie Năstase                            | Stan Smith                                  |

## Estadístiques
La següent taula mostra el nombre de títols aconseguits de forma individual (I), dobles (D) i dobles mixtes (X) aconseguits per cada tennista i també per països durant la temporada 1972. Els torneigs estan classificats segons la seva categoria dins el calendari Grand Prix 1972: Grup AA (Grand Slams), Grand Prix Masters, Grup A, Grup B i Grup C. L'ordre del jugadors s'ha establert a partir del nombre total de títols i llavors segons la categoria dels títols.

### Títols per tennista
| Total | Tennista            | Grup AA | Grup AA | Grup AA | Grand Prix Masters | Grup A | Grup A | Grup B | Grup B | Grup C | Grup C | Resum | Resum | Resum |
| Total | Tennista            | I       | D       | X       | I                  | I      | D      | I      | D      | I      | D      | I     | D     | X     |
| ----- | ------------------- | ------- | ------- | ------- | ------------------ | ------ | ------ | ------ | ------ | ------ | ------ | ----- | ----- | ----- |
| 14    | Ilie Năstase        | 1       |         | 1       | 1                  | 1      | 2      | 1      | 2      | 4      | 1      | 8     | 5     | 1     |
| 12    | Bob Hewitt          |         | 2       |         |                    | 1      | 1      |        |        | 3      | 5      | 4     | 8     | 0     |
| 11    | Stan Smith          | 1       |         |         |                    | 2      |        | 2      | 1      | 4      | 1      | 9     | 2     | 0     |
| 7     | Frew McMillan       |         | 2       |         |                    |        | 1      |        |        |        | 4      | 0     | 7     | 0     |
| 7     | Manuel Orantes      |         |         |         |                    | 1      | 1      | 1      | 1      | 2      | 1      | 4     | 3     | 0     |
| 5     | Jimmy Connors       |         |         |         |                    |        | 1      |        |        | 3      | 1      | 3     | 2     | 0     |
| 4     | Andreu Gimeno       | 1       |         |         |                    |        |        |        | 1      | 2      |        | 3     | 1     | 0     |
| 3     | Ion Țiriac          |         |         |         |                    |        | 2      |        |        |        | 1      | 0     | 3     | 0     |
| 3     | Jan Kodeš           |         |         |         |                    | 1      |        |        | 1      |        | 1      | 1     | 2     | 0     |
| 2     | Marty Riessen       |         |         | 1       |                    |        | 1      |        |        |        |        | 0     | 1     | 1     |
| 2     | Cliff Richey        |         |         |         |                    | 1      |        |        |        |        | 1      | 1     | 1     | 0     |
| 2     | Juan Gisbert        |         |         |         |                    |        | 1      |        |        |        | 1      | 0     | 2     | 0     |
| 2     | Pancho Gonzales     |         |         |         |                    |        | 1      |        |        |        | 1      | 0     | 2     | 0     |
| 1     | Cliff Drysdale      |         | 1       |         |                    |        |        |        |        |        |        | 0     | 1     | 0     |
| 1     | Roger Taylor        |         | 1       |         |                    |        |        |        |        |        |        | 0     | 1     | 0     |
| 1     | Kim Warwick         |         |         | 1       |                    |        |        |        |        |        |        | 0     | 0     | 1     |
| 1     | Tom Okker           |         |         |         |                    |        | 1      |        |        |        |        | 0     | 1     | 0     |
| 1     | Pierre Barthes      |         |         |         |                    |        |        |        | 1      |        |        | 0     | 1     | 0     |
| 1     | François Jauffret   |         |         |         |                    |        |        |        | 1      |        |        | 0     | 1     | 0     |
| 1     | Colin Dibley        |         |         |         |                    |        |        |        |        | 1      |        | 1     | 0     | 0     |
| 1     | Patrice Beust       |         |         |         |                    |        |        |        |        |        | 1      | 0     | 1     | 0     |
| 1     | Ross Case           |         |         |         |                    |        |        |        |        |        | 1      | 0     | 1     | 0     |
| 1     | Daniel Contet       |         |         |         |                    |        |        |        |        |        | 1      | 0     | 1     | 0     |
| 1     | Tom Edlefsen        |         |         |         |                    |        |        |        |        |        | 1      | 0     | 1     | 0     |
| 1     | Jürgen Fassbender   |         |         |         |                    |        |        |        |        |        | 1      | 0     | 1     | 0     |
| 1     | Geoff Masters       |         |         |         |                    |        |        |        |        |        | 1      | 0     | 1     | 0     |
| 1     | Jim McManus         |         |         |         |                    |        |        |        |        |        | 1      | 0     | 1     | 0     |
| 1     | Jim Osborne         |         |         |         |                    |        |        |        |        |        | 1      | 0     | 1     | 0     |
| 1     | Andrew Pattison     |         |         |         |                    |        |        |        |        |        | 1      | 0     | 1     | 0     |
| 1     | Hans-Jürgen Pohmann |         |         |         |                    |        |        |        |        |        | 1      | 0     | 1     | 0     |

### Títols per país
| Total | País                | Grup AA | Grup AA | Grup AA | Grand Prix Masters | Grup A | Grup A | Grup B | Grup B | Grup C | Grup C | Resum | Resum | Resum |
| Total | País                | I       | D       | X       | I                  | I      | D      | I      | D      | I      | D      | I     | D     | X     |
| ----- | ------------------- | ------- | ------- | ------- | ------------------ | ------ | ------ | ------ | ------ | ------ | ------ | ----- | ----- | ----- |
| 21    | Estats Units        | 1       |         | 1       |                    | 3      | 2      | 2      | 1      | 7      | 4      | 13    | 7     | 1     |
| 14    | Romania             | 1       |         | 1       | 1                  | 1      | 2      | 1      | 2      | 4      | 1      | 8     | 5     | 1     |
| 13    | Sud-àfrica          |         | 3       |         |                    | 1      | 1      |        |        | 3      | 5      | 4     | 9     | 0     |
| 10    | Espanya             | 1       |         |         |                    | 1      | 1      | 1      | 1      | 4      | 1      | 7     | 3     | 0     |
| 3     | Austràlia           |         |         | 1       |                    |        |        |        |        | 1      | 1      | 1     | 1     | 1     |
| 3     | Txecoslovàquia      |         |         |         |                    | 1      |        |        | 1      |        | 1      | 1     | 2     | 0     |
| 2     | França              |         |         |         |                    |        |        |        | 1      |        | 1      | 0     | 2     | 0     |
| 1     | Regne Unit          |         | 1       |         |                    |        |        |        |        |        |        | 0     | 1     | 0     |
| 1     | Països Baixos       |         |         |         |                    |        | 1      |        |        |        |        | 0     | 1     | 0     |
| 1     | Alemanya Occidental |         |         |         |                    |        |        |        |        |        | 1      | 0     | 1     | 0     |

## Rànquings
| Rànquing individual Grand Prix 1972 | Rànquing individual Grand Prix 1972 | Rànquing individual Grand Prix 1972 | Rànquing individual Grand Prix 1972 | Rànquing individual Grand Prix 1972 | Rànquing individual Grand Prix 1972 | Rànquing individual Grand Prix 1972 |
| Pos.                                | Tennista                            | Punts                               | Torneigs                            | Ant.                                | Mov.                                | Guanys econòmics                    |
| ----------------------------------- | ----------------------------------- | ----------------------------------- | ----------------------------------- | ----------------------------------- | ----------------------------------- | ----------------------------------- |
| 1                                   | Ilie Năstase                        | 659                                 | 24                                  | 8                                   | 7                                   | 21.000 £                            |
| 2                                   | Stan Smith                          | 587                                 | 19                                  | 1                                   | 1                                   | 14.700 £                            |
| 3                                   | Manuel Orantes                      | 468                                 | 19                                  |                                     | Augment                             | 10.500 £                            |
| 4                                   | Jan Kodeš                           | 332                                 | 14                                  | 5                                   | 1                                   | 8.400 £                             |
| 5                                   | Andreu Gimeno                       | 319                                 | 20                                  |                                     | Augment                             | 6.720 £                             |
| 6                                   | Bob Hewitt                          | 263                                 | 15                                  |                                     | Augment                             | 5.460 £                             |
| 7                                   | Jimmy Connors                       | 251                                 | 22                                  |                                     | Augment                             | 5.040 £                             |
| 8                                   | Tom Gorman                          | 227                                 | 19                                  |                                     | Augment                             | 4.620 £                             |
| 9                                   | Andrew Pattison                     | 204                                 | 21                                  |                                     | Augment                             | 4.200 £                             |
| 10                                  | Patrick Proisy                      | 172                                 | 13                                  |                                     | Augment                             | 3.780 £                             |

## Distribució de punts
| Categoria | G   | F  | SF | QF | R16 | R32 | R64 |
| Grup AA   | 100 | 75 | 50 | 25 | 12  | 6   | −   |
| Grup A    | 75  | 52 | 37 | 18 | 9   | −   | −   |
| Grup B    | 50  | 36 | 25 | 18 | 6   | −   | −   |
| Grup C    | 30  | 20 | 10 | 5  | 3   | −   | −   |
| Grup D    | 20  | 12 | 6  | 4  | −   | −   | −   |